# Стодолы (Черниговская область)
Стодо́лы (укр. Стодоли) — село в Нежинском районе Черниговской области Украины. Население 527 человек. Занимает площадь 1,337 км².
Код КОАТУУ: 7423388501. Почтовый индекс: 16630. Телефонный код: +380 4631.

## Власть
Орган местного самоуправления — Стодольский сельский совет. Почтовый адрес: 16630, Черниговская обл., Нежинский р-н, с. Стодолы, ул. Ленина, 1.

## История
В ХІХ столетии село Стодолы было в составе Дроздовской волости Нежинского уезда Черниговской губернии. В селе была Рождество-Богородицкая церковь. Священнослужители Рождество-Богородицкой церкви:
- 1782 - священник Степан Петрович Лесючевский
- 1808 - священник Петр Степанович Лесючевский